# Pleudihen-sur-Rance
Pleudihen-sur-Rance è un comune francese di 2 881 abitanti situato nel dipartimento delle Côtes-d'Armor nella regione della Bretagna.

## Società

### Evoluzione demografica
Abitanti censiti

## Amministrazione

### Gemellaggi
- Herschbach, Germania, dal 1979